# Фицджеральд, Джеральд, 3-й граф Десмонд
Джеральд Фицморис Фицджеральд, также известен как Джеральд-Поэт (англ. Gerald FitzGerald, 3rd Earl of Desmond, ирл. Gearóid mac Géarailt, 1335—1398) — англо-ирландский аристократ, 3-й граф Десмонд (1358—1398), лорд-юстициарий Ирландии и пэр Ирландии.

## Биография
Представитель англо-нормандской династии Фицджеральдов (Геральдинов). Младший сын Мориса Фицджеральда, 1-го графа Десмонда, и его третьей жены Эвелин (Элеонор) Фицморис, дочери Николаса Фицмориса, 3-го лорда Керри. Сводный брат Мориса Фицджеральда, 2-го графа Десмонда.
В 1356 году Джеральд был отправлен в Англию в качестве заложника за своего отца. В том же 1356 году после смерти своего отца Мориса Фицджеральда, 1-го графа Десмонда, Джеральд был отпущен на родину. В 1358 году после смерти своего старшего сводного брата Мориса Фицджеральда, 2-го графа Десмонда, Джеральд унаследовал титул 3-го графа Десмонда и владения дома Десмондов.
Король Англии Эдуард III Плантагенет утвердил за Джеральдом Фицджеральдом все его владения в Манстере, при условии, что он женится на Элеонор Батлер, дочери лорда-юстициария Ирландии Джеймса Батлера, 2-го графа Ормонда. Джеральд сделал это, но не стал заключать мир с графом Ормондом и не принял английских правил и обычаев.
В 1367 году граф Десмонд получил от короля должность лорда-юстициария Ирландии, но вскоре был заменен в должности сэром Уильямом де Виндзором. В 1370 году король Томонда Брайен О’Брайен изгнал из своих владений своего двоюродного брата Турлоу. Граф Десмонд попытался оказать поддержку Турлоу против короля Томонда. Брайен О’Брайен выступил на Лимерик и одержал победу над графом Десмондом, сжёг город и владения Десмонда, а его самого заключил в тюрьму.
Находясь в тюрьме, Джеральд Фицджеральд, 3-й граф Десмонд, писал стихи об Ирландии. Граф Десмонд сыграл важную роль в движении Геральдинов за более широкое использование ирландского языка.

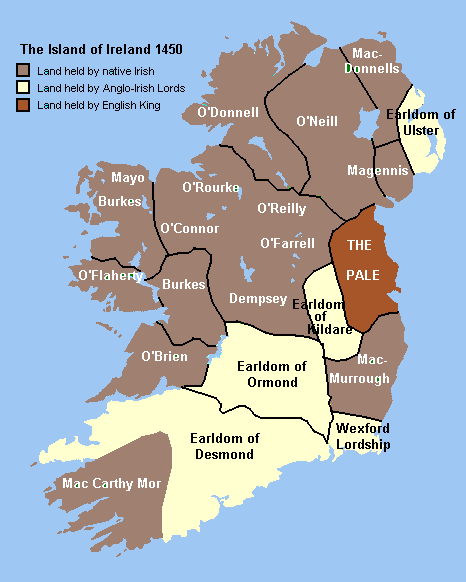
Карта Ирландии 1450 года, где на юго-западе острова показано графство Десмонд

## Брак и дети
В 1359 году Джеральд Фицджеральд женился на Элеонор (или Эллен) Батлер (ум. 1404), старшей дочери Джеймса Батлера, 2-го графа Ормонда (1331—1382), и Элизабет Дарси (1332—1390). У супругов было четверо сыновей и две дочери:
- Джон Фицджеральд, 4-й граф Десмонд (ум. 1399)
- Морис Фицджеральд
- Джеймс Фицджеральд, 6-й граф Десмонд, «Узурпатор» (ум. 1462)
- Роберт Фицджеральд де Адэр
- Джоан Фицджеральд, жена Мориса Фицджона, лорда Керри
- Кэтрин Фицджеральд, жена Джона Фицтомаса.